# 岩木山神社
岩木山神社（いわきやまじんじゃ）は、青森県弘前市百沢の岩木山の南東麓にある神社。別称、「お岩木さま」「お山」「奥日光」。旧社格は国幣小社で、津軽国一宮とされる。

## 概要
昔から農漁業の守護神として、津軽の開拓の神として、地元の人々の祖霊の鎮まるところとして、親しまれてきた。なお神社の参道は岩木山の登山道の1つとなっていることでも知られており、この神社の奥宮は岩木山の山頂付近にある。
社殿は、神仏習合の時代の名残りをとどめ、鎌倉時代以後の密教寺院の構造がみられる中に、桃山時代の様式を思わせる色とりどりの絵様彫刻がみられ、そうした外観が日光の東照宮を思わせるとして、「奥日光」と呼ばれるに至った。

## 祭神
五柱の神を「岩木山大神（いわきやまおおかみ」として祀る。
- 顕国魂神（うつしくにたまのかみ）-大国主神
- 多都比姫神（たつびひめのかみ）
- 宇賀能売神（うかのめのかみ）
- 大山祇神（おおやまつみのかみ）
- 坂上刈田麿命（さかのうえのかりたまろのみこと）

## 歴史
創建については諸説があるが、最も古い説では、宝亀11年（780年）、岩木山の山頂に社殿を造営したのが起源とされる。
延暦19年（800年）、岩木山大神の加護によって東北平定を為し得たとして、坂上田村麻呂が山頂に社殿を再建し、その後、十腰内地区に下居宮（おりいのみや＝麓宮、現在の厳鬼山神社）が建立され、山頂の社は奥宮とされた。また、田村麻呂は、父の刈田麿も合祀したとされる。
寛治5年（1091年）、神宣により、下居宮を十腰内地区から岩木山東南麓の百沢地区に遷座し、百沢寺（ひゃくたくじ）と称したのが現在の岩木山神社となっている。岩木山の山頂に阿弥陀・薬師・観音の3つの堂があり、真言宗百沢寺岩木山三所大権現と称して、付近の地頭や領主らに広く信仰された。
天正17年（1589年）岩木山の噴火により、当時の百沢寺は全焼したが、慶長8年（1603年）津軽為信により再建が始められ、その後も信牧・信義・信政らの寄進により再建が行われた。本殿、奥門、それに続く瑞垣は、下居宮と称され、江戸時代には津軽藩の総鎮守とされた。
明治の神仏分離により寺院を廃止、津軽総鎮守・岩木山神社とされ、明治6年（1873年）、国幣小社に列格された。

## 境内
- 社務所

県重宝。弘化2年（1845年）建立。入母屋造、茅葺屋根。藩主の参詣を想定した建物で、座敷のまわりに「土縁」があり、「御座の間」と呼ばれる上段を中心に、「御次」、「御膳立」などが並べられている。社務所として使用するため、若干の改造が行われている。
以下の社殿は、江戸時代初期から元禄時代にかけて代々の弘前藩主が造営・寄進したもので、楼門、拝殿、岩木山神社1括4棟（本殿、奥殿、瑞垣、中門）が重要文化財に指定されている。
- 本殿

元禄7年（1694年）四代藩主・信政により建立。三間社流造銅瓦葺。全面黒漆塗、随所に金箔押し、彫刻類は全て極彩色が施され飾金具が多用されている。屋根は正面に軒唐破風、千鳥破風で、正面庇柱には昇り龍・降り龍が付けられた豪華絢爛な建物である。
- 奥門

元禄7年（1694年）四代藩主・信政により建立。桁行一間、梁間一間、向唐門、とち葺形銅板葺。本殿前方にあり、黒漆が主体で、飾金具を用い、彫刻に極彩色が施されるなど、下居宮として本殿と同じ技法が用いられている。
- 瑞垣

元禄7年（1694年）四代藩主・信政により建立。本殿の周りを囲う瑞垣は、連子窓が組まれ、窓の上の羽目板に鳥獣などの絵が描かれている。1周の延長40間、とち葺、潜門を含む。
- 拝殿

寛永17年（1640年）建立。桁行5間、梁間5間、入母屋造平入、とち葺形銅板葺、外部は丹塗り、内部は弁柄塗り、千鳥破風の彫刻や蟇股は極彩色で彩られる。百沢寺の本堂として慶長8年（1603年）津軽為信が再建を始め津軽信義の代で完成。
- 中門

元禄7年（1694年）四代藩主・信政により建立。拝殿前に建つ切妻造の四脚門、とち葺形銅板葺。柱などの軸部は黒漆塗で、木鼻や袖切などは朱塗り、蟇股、欄間は極彩色で、本殿・奥門と共通する技法である。かつての別当寺・百澤寺大堂（現・拝殿）の門として建立。
- 楼門

寛永5年（1628年）、2代藩主・津軽信枚により、百沢寺の山門として建立された。入母屋造、丹塗り、とち葺形銅板葺、桁行：16.6 m、梁間：7.98 m、棟高:17.85 m。上層に十一面観音、五百羅漢像が祀られていたが、神仏分離による廃寺の際にそれらは姿を消し、階下に随神像を祀ることとなった。

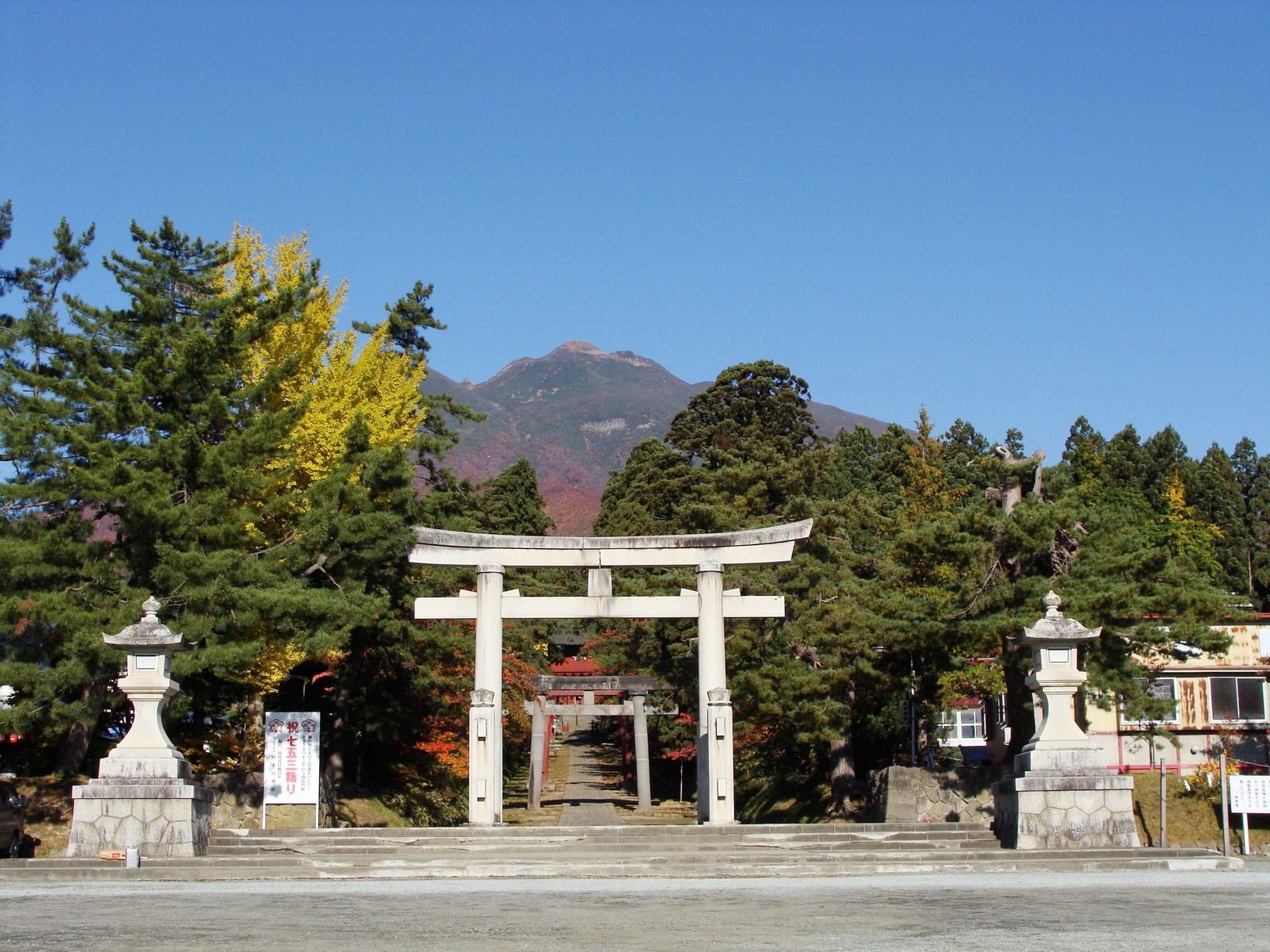
岩木山神社入口
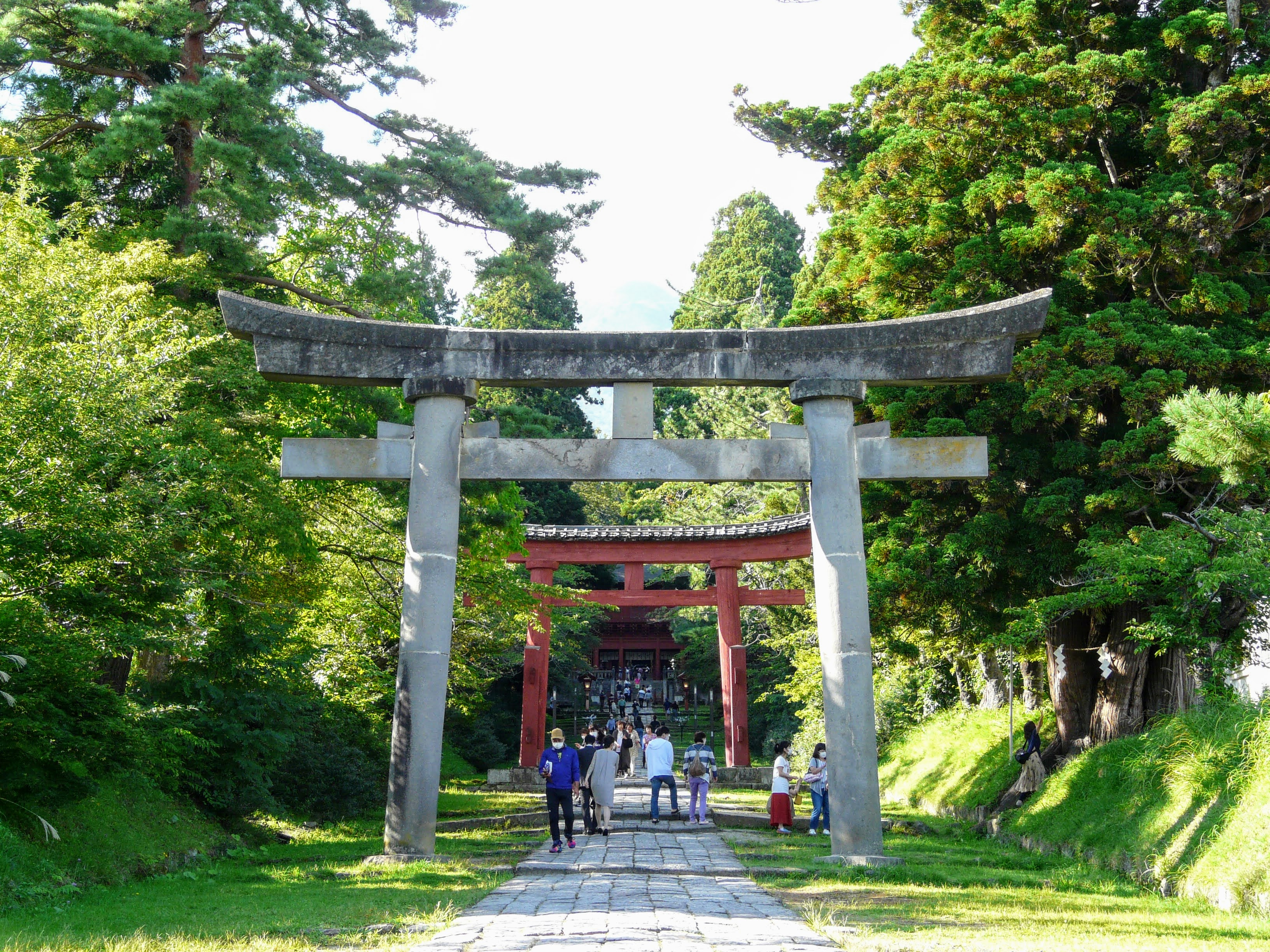
入り口鳥居から楼門まで長い参道が続く
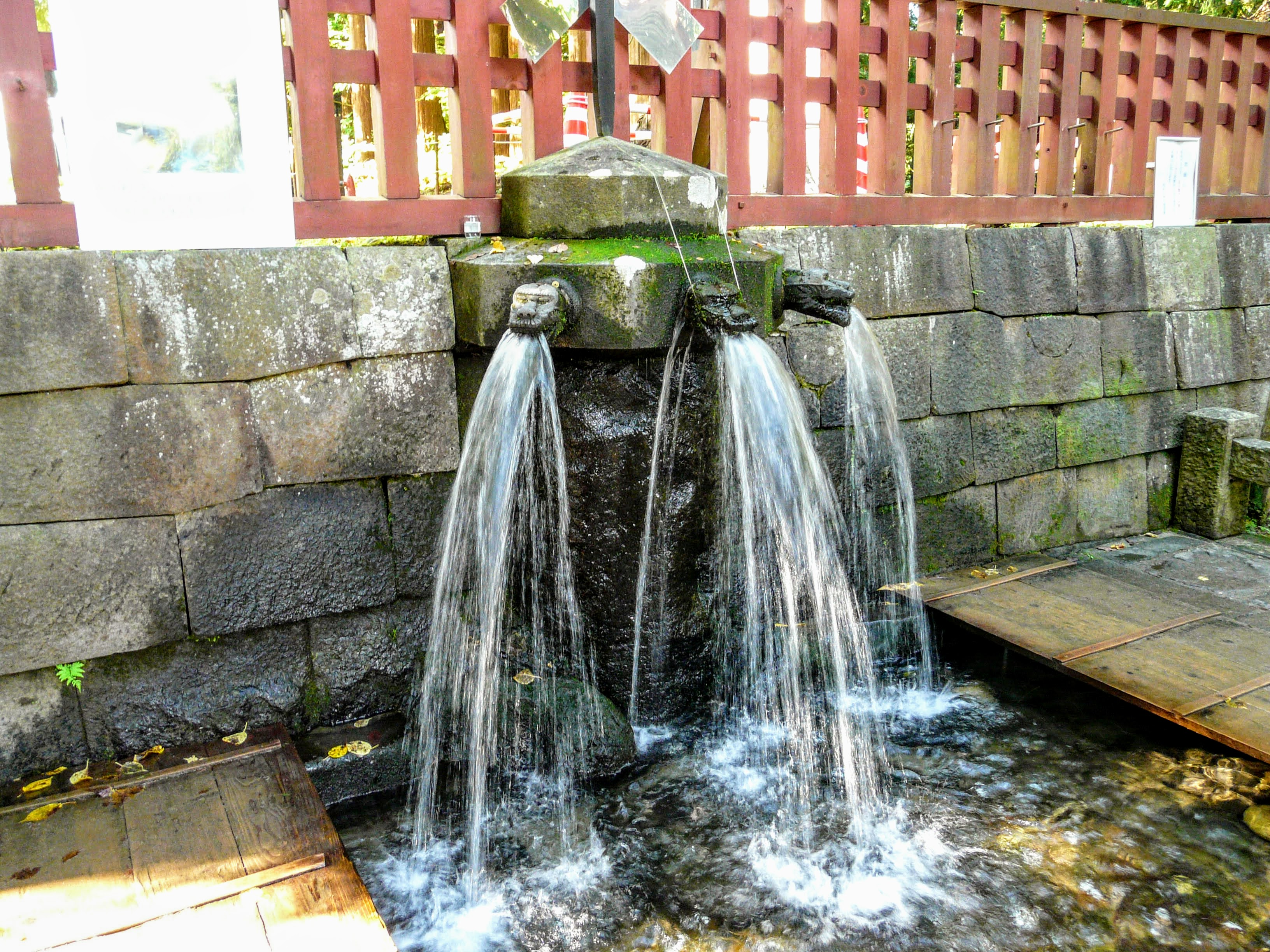
禊場・手水場
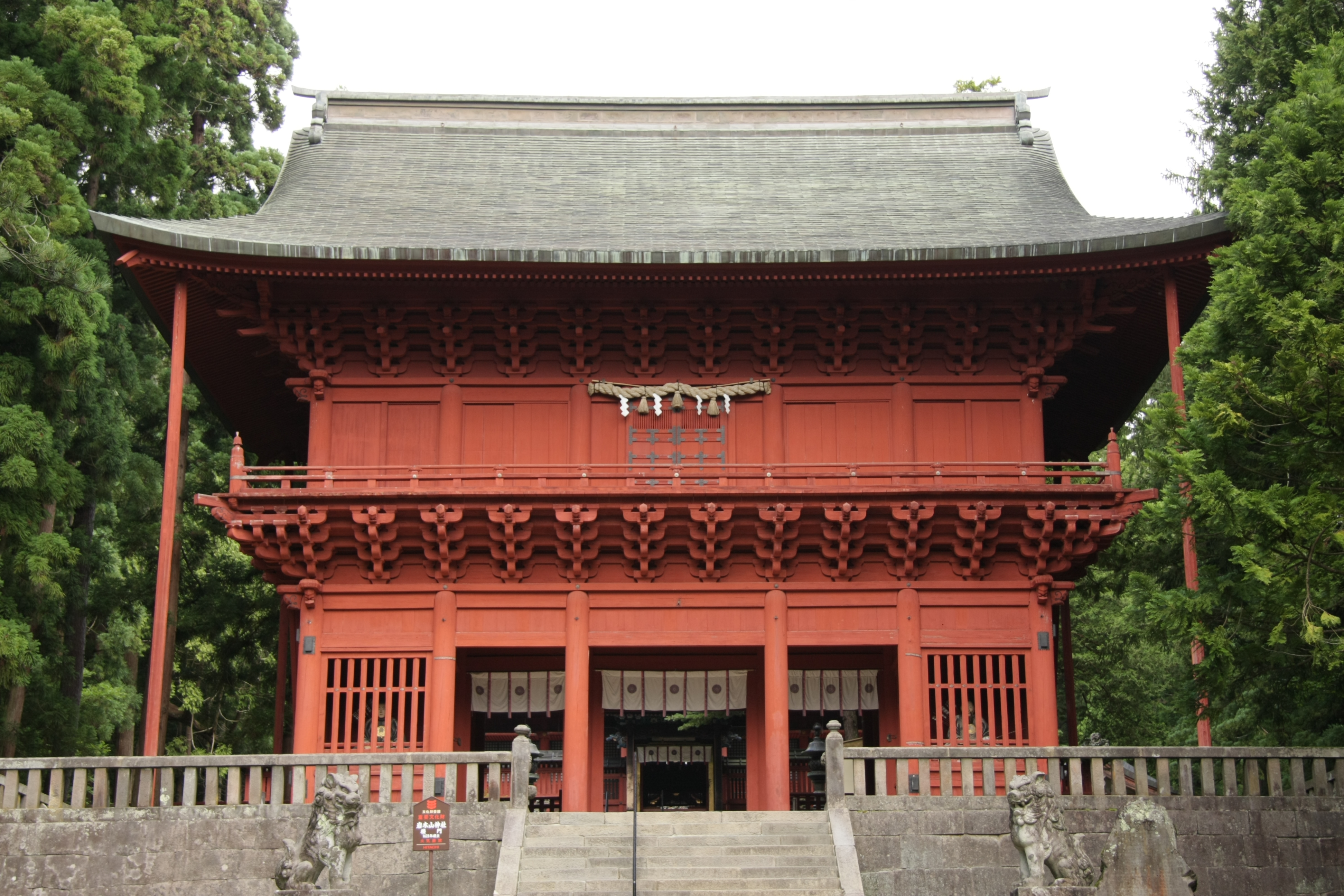
楼門
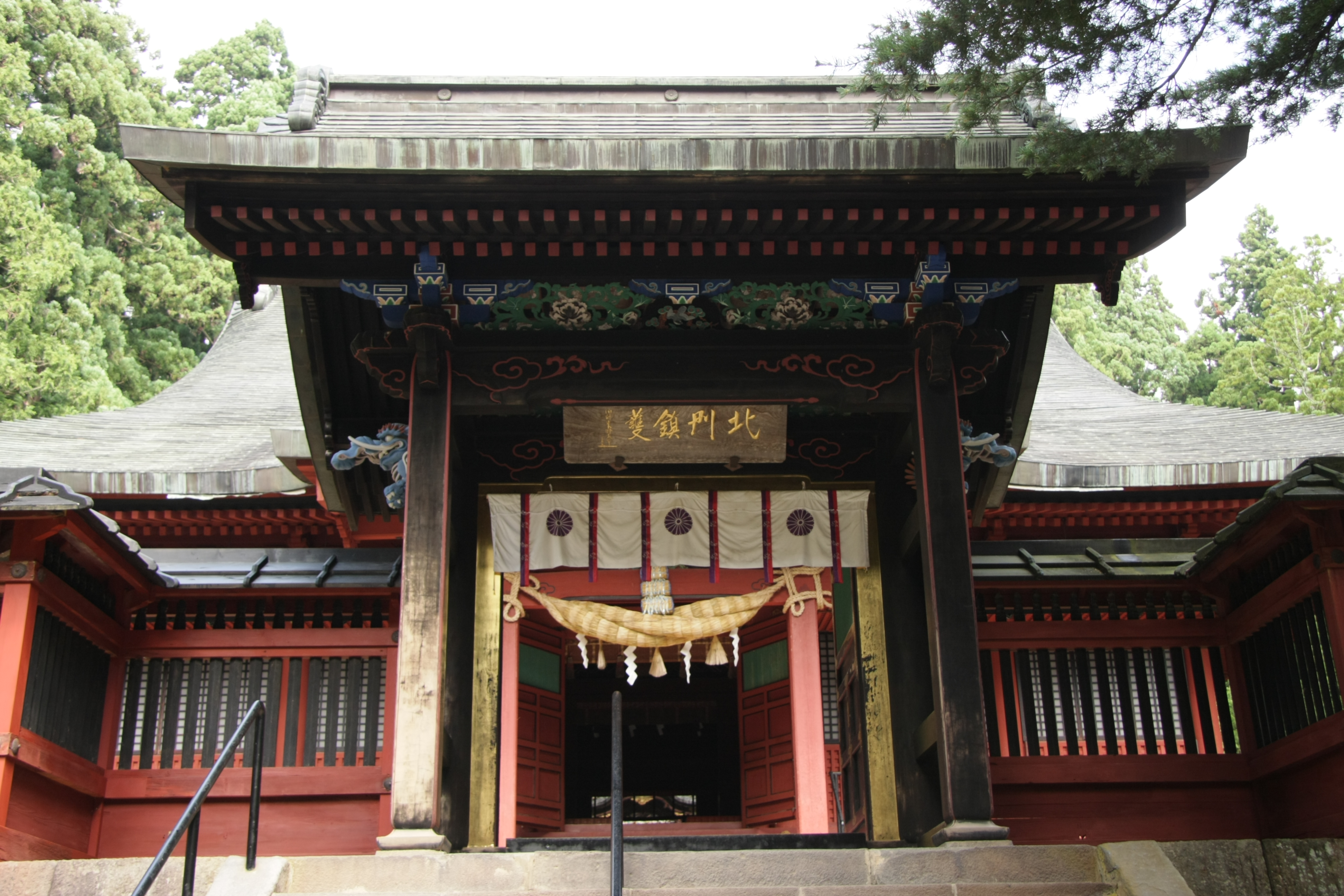
中門
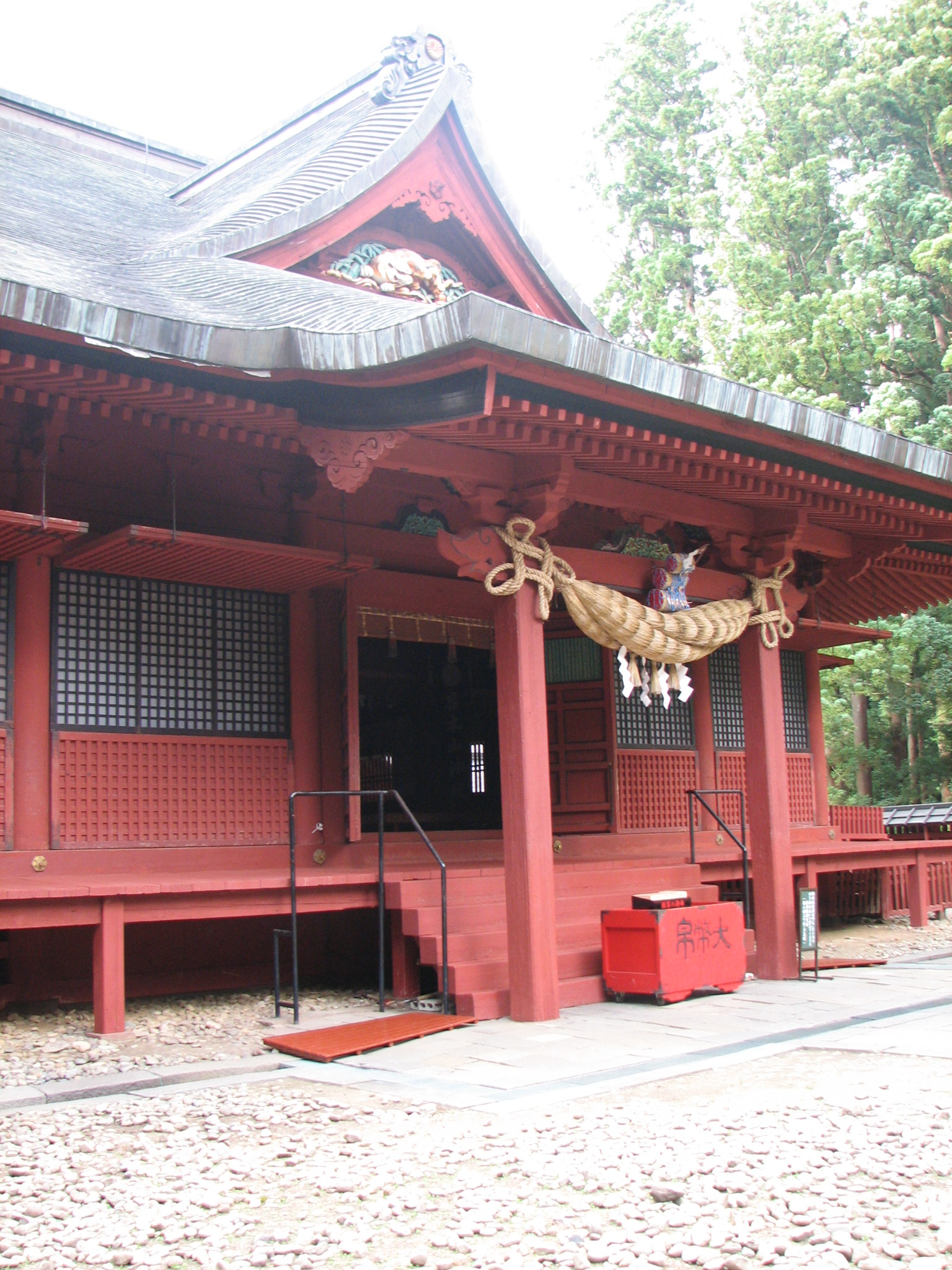
拝殿
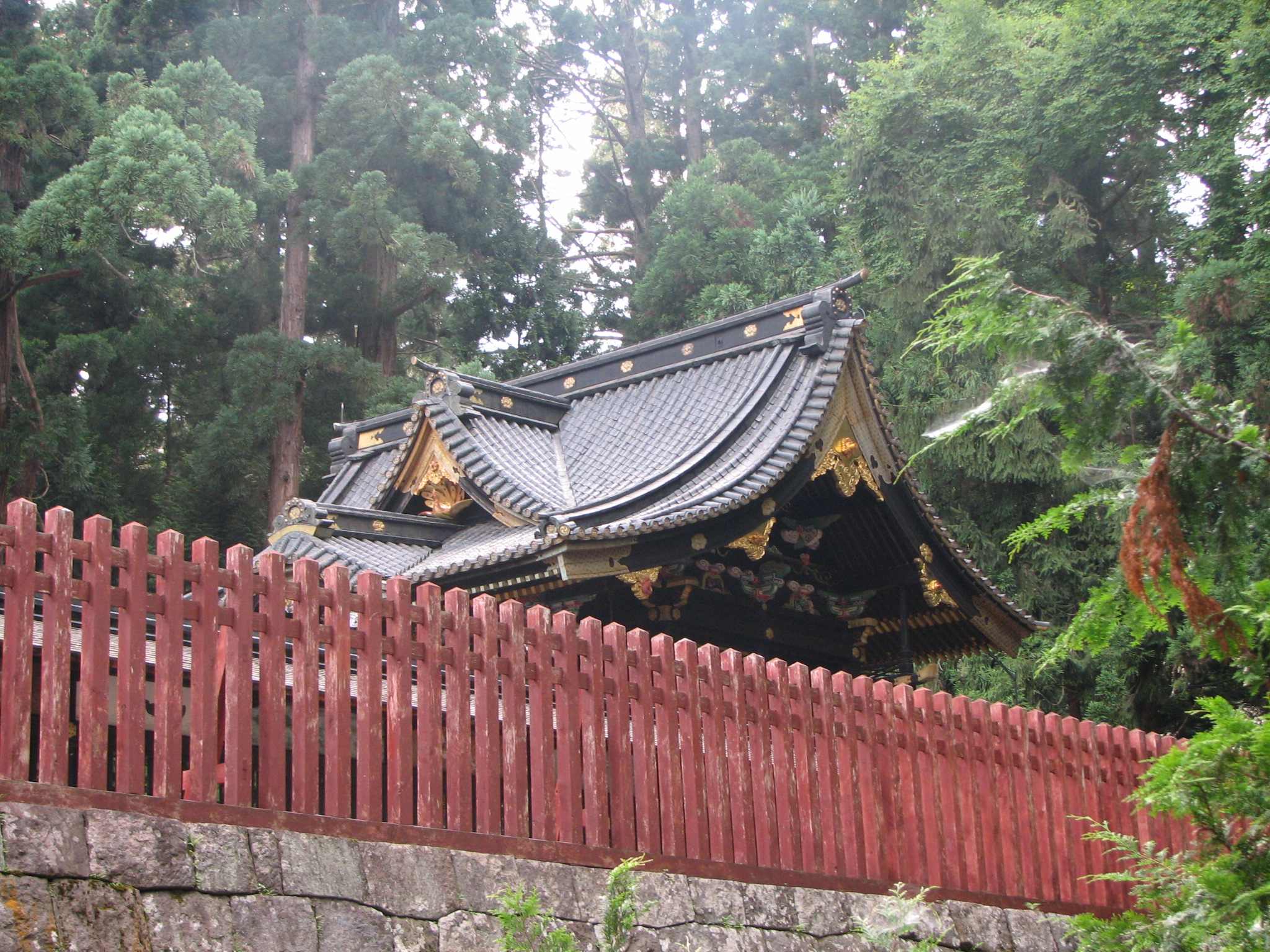
本殿
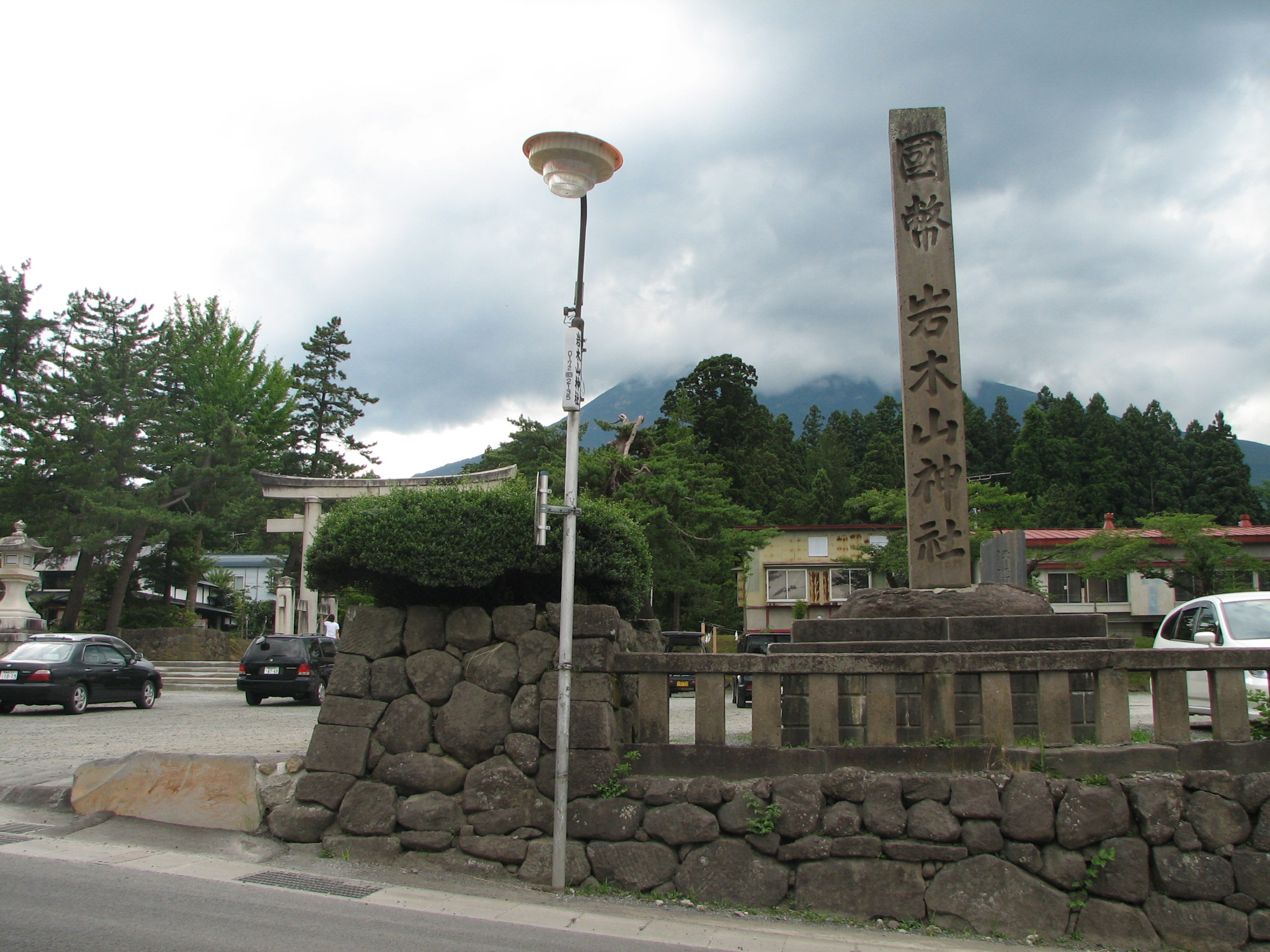
社名標。背後は岩木山

## 祭事
- 七日堂神賑祭 - 選択無形民俗文化財

岩木山神社、弘前市鬼沢・鬼神社、平川市・猿賀神社で行われている神事。
全国的に見られる年初や小正月に行われる豊作や天候を占う行事の1つであり、岩木山神社の「七日堂祭」から農事が始めるといわれ、津軽地方の農業神として多くの農家からの信仰を集め、柳の枝や牛王宝印を用い「御柳神事」「御宝印神事」「三拍子神事」により、豊作祈願や家内安全を祈願する。
- お山参詣（神賑祭） - 重要無形民俗文化財

重要無形民俗文化財。「やまがけ」ともよばれ、津軽一円から岩木山の山頂にある奥宮を目指して、旧暦の7月末日から村落や地区などの単位で集団で登拝する祭礼。かつては男性のみが登拝を許され、女性の登拝が許されたのは明治5年以降であった。準備は約10日前から始まり、精進潔斎をし、数メートルの高さの御幣や5色や墨書した幟などを作り、お供え用の餅をもつく。旧暦7月末日、各村落から古老を先達とし、御幣・幟持ち、囃子方が揃い、笛・太鼓などの登山囃子にあわせ「サイギサイギ、ドッコイサイギ、オヤマサハツダイ、コンゴウドウサ、イーツニナノハイ、ナンムキンミョウチョウライ」と唱えながら岩木山神社に向かい、供物、御幣、幟などを奉納し、ヤドで休息でする。8月1日の御来迎を拝むため夜中に楼門脇の禊場で身を清め、登拝を開始する。松明を持ち「サイギ、サイギ……」と唱えながら、約8 kmの行程を4時間程かけて登拝する。途中、坊主コロバシ、鼻くくりなどの難所を通り、錫杖清水で身を清め、種蒔苗代で豊凶を占い、山頂に達し、奥宮に御幣、御神酒などを奉納し、8月1日の御来迎を拝する。下山し登拝の無事を岩木山神社に報告し、バダラ（バッタラ）踊りをしながら帰途に就く。
村落内の古老を先達とし、幼少期に初登拝するのが良いとされ、途中の豊凶の年占を行い、奥宮の神前で大騒ぎし、下山で五葉松の枝を折って帰るなど、古風をよくとどめ、収穫感謝や生業の無事を祈り、家内安全を願う地域的特色ある信仰行事である。

## 文化財

### 国の重要文化財
- 岩木山神社楼門 附 棟札4枚 - 1908年（明治41年）4月23日指定[15]。
- 岩木山神社拝殿 附 棟札2枚 - 1908年（明治41年）4月23日指定[16]。
- 岩木山神社 4棟  - 1971年（昭和46年）6月22日指定。
  - 本殿 附 棟札3枚[17]。
  - 奥門[7]
  - 瑞垣 附 棟札1枚[8]
  - 中門 - 1986年（昭和61年）1月22日追加指定[9]。

### 国の無形民俗文化財
- 岩木山の登拝行事 - 1984年（昭和59年）1月21日指定[12]。

### 国の選択無形民俗文化財[注 3]
- 津軽の七日堂祭 - 2009年（平成21年）3月11日指定[10]。

### 青森県指定重宝
- （建造物）岩木山神社社務所 - 2011年（平成23年）8月19日指定[6]。
- （彫刻）舞楽面 3面 - 1956年（昭和31年）5月14日指定[18]。

3面とも作風から鎌倉時代から南北朝時代作と考えられ、ひば材に厚手の錆下地黒漆塗りの本格的な技法で制作されている。
- （工芸品）釣燈籠 - 1956年（昭和31年）5月14日指定[19]。

六角の釣燈龍で、銅板に金を鍍金した金銅に花紋が透彫されている。稜と呼ばれる6本の柱部分に銘文が刻まれ、三上盛介が施主で、鼻和郡大浦郷の西勝院・弘信法師が願を立て永正14年（1517年）8月に奉納したとある。西勝院は、後に弘前へ移され津軽領内の寺社で最上位の最勝院である。
- （工芸品）日本刀　銘相州住綱広 - 1956年（昭和31年）5月14日指定[20]。

弘前城史料館寄託。江戸時代初期作。弘前藩2代・信牧の命により制作。 上に「八幡大菩薩」裏に「運在天逢无退」の文字と、両面に丸止めの棒樋が彫られている。室町時代から江戸末期まで、刃を上にし腰に差す「打刀」が用いられていたが、この刀も総銀金具と刀匠により鍔が付けられ、朱塗銀蛭巻鞘の打刀拵が付けられている。綱広は桃山時代の刀工で、初代は小田原城主・北条家に召し抱えられ、氏綱より「綱」の字を授けられたとされる。

## 交通
- 東日本旅客鉄道（JR東日本）奥羽本線弘前駅（中央口）、弘南バス弘前バスターミナルより弘南バス枯木平行にて約40分、岩木山神社バス停下車。